# 第208步兵師 (德國國防軍)
德國國防軍陸軍第208步兵師（德語：208. Infanterie-Division）是納粹德國國防軍陸軍的一個步兵師。該師於1939年8月組建。
該師組建後，首次作戰為參與1939年9月的入侵波蘭行動。1940年，該師參與入侵法國行動。
1941年12月，該師調往東線，此後一直在當地作戰。
該師最後於1945年在捷克斯洛伐克向苏联红军投降。

## 註腳
1. ↑  Mitcham（2007年）